# Bismut(III)-fluorid
Bismut(III)-fluorid ist eine chemische Verbindung zwischen Bismut und Fluor. Es hat die chemische Summenformel BiF3 und kann zur Herstellung von Bismut(V)-fluorid verwendet werden.

## Gewinnung und Darstellung
Bismut(III)-fluorid lässt sich durch Reaktion von Bismut(III)-oxid mit Flusssäure synthetisieren. 
{\displaystyle {\ce {Bi2O3 + 6HF -> 2BiF3 + 3H2O}}}
Ebenso ist die Reaktion mit Bismutoxidchlorid erfolgreich:
{\displaystyle {\ce {BiOCl + 3HF -> BiF3 + H2O + HCl}}}
Die Reaktion von Bismut(III)-hydroxid mit wässriger Flusssäure liefert kein reines Bismut(III)-fluorid, sondern Oxidfluoride.

## Eigenschaften
Bismut(III)-fluorid ist ein weißer, kristalliner Feststoff. Er besitzt eine orthorhombische Kristallstruktur in der Raumgruppe Pnma (Raumgruppen-Nr. 62) vom Ytterbium(III)-fluorid-Typ.